# Gladbrook
Gladbrook ist eine Kleinstadt (mit dem Status „City“) im Tama County im US-amerikanischen Bundesstaat Iowa. Bei der Volkszählung im Jahr 2010 hatte Gladbrook 945 Einwohner, deren Zahl sich bis 2013 auf 926 verringerte. Das U.S. Census Bureau hat bei der Volkszählung 2020 eine Einwohnerzahl von 799 ermittelt.

## Geografie
Gladbrook liegt im mittleren Osten Iowas am rechten Ufer des Wolf Creek, der über den Cedar River und den Iowa River zum Stromsystem des Mississippi gehört. Dieser bildet rund 200 km östlich die Grenze zu Illinois. Die Grenze Iowas zu Minnesota verläuft rund 150 km nördlich; die Nordgrenze Missouris befindet sich rund 200 km südlich.
Die geografischen Koordinaten von Gladbrook sind 42°11′16″ nördlicher Breite und 92°42′55″ westlicher Länge. Die Stadt erstreckt sich über eine Fläche von 1,81 km² und ist die größte Ortschaft innerhalb der Spring Creek Township.
Nachbarorte von Gladbrook sind Lincoln (10,8 km nordnordöstlich), Reinbeck (25,2 km nordöstlich), Traer (23,4 km östlich), Garwin (13,7 km südsüdöstlich), Le Grand (26,8 km südsüdwestlich), Beaman (12,7 km westnordwestlich), Conrad (17,5 km in der gleichen Richtung) und Grundy Center (24,4 km nordnordwestlich).
Die nächstgelegenen größeren Städte sind Rochester in Minnesota (229 km nordnordöstlich), Waterloo (61 km nordöstlich), Dubuque an der Schnittstelle der Staaten Iowa, Wisconsin und Illinois (204 km ostnordöstlich), Wisconsins Hauptstadt Madison (350 km in der gleichen Richtung), Rockford in Illinois (350 km östlich), Chicago in Illinois (470 km in der gleichen Richtung), Cedar Rapids (111 km ostsüdöstlich), die Quad Cities in Iowa und Illinois (232 km in der gleichen Richtung), Iowas frühere Hauptstadt Iowa City (149 km südöstlich), Columbia in Missouri (422 km südlich), Kansas City in Missouri (423 km südsüdwestlich), Iowas Hauptstadt Des Moines (115 km südwestlich), Nebraskas größte Stadt Omaha (338 km westsüdwestlich), Sioux City (334 km westlich) und die Twin Cities (Minneapolis und St. Paul) in Minnesota (346 km nordnordwestlich).

## Verkehr
Der in West-Ost-Richtung verlaufende Iowa Highway 96 bildet die südliche Stadtgrenze. Alle weiteren Straßen sind untergeordnete Landstraßen, teils unbefestigte Fahrwege sowie innerörtliche Verbindungsstraßen.
In Gladbrook befindet sich der östliche Endpunkt des Comet Trail, ein auf der Trasse einer ehemaligen Eisenbahnstrecke verlaufender Rail Trail für Wanderer und Radfahrer. Im Winter kann der Wanderweg auch mit Ski und Schneemobilen befahren werden.
Mit dem Traer Municipal Airport befindet sich 25 km östlich ein kleiner Flugplatz für die Allgemeine Luftfahrt. Die nächsten Verkehrsflughäfen sind der Waterloo Regional Airport (68 km nordöstlich), der Eastern Iowa Airport von Cedar Rapids (113 km ostsüdöstlich) und der Des Moines International Airport (125 km südwestlich).

## Bevölkerung
Nach der Volkszählung im Jahr 2010 lebten in Gladbrook 945 Menschen in 410 Haushalten. Die Bevölkerungsdichte betrug 522,1 Einwohner pro Quadratkilometer. In den 410 Haushalten lebten statistisch je 2,19 Personen.
Ethnisch betrachtet setzte sich die Bevölkerung zusammen aus 98,8 Prozent Weißen und 0,5 Prozent aus anderen ethnischen Gruppen; 0,6 Prozent stammten von zwei oder mehr Ethnien ab. Unabhängig von der ethnischen Zugehörigkeit waren 1,0 Prozent der Bevölkerung spanischer oder lateinamerikanischer Abstammung.
20,2 Prozent der Bevölkerung waren unter 18 Jahre alt, 52,5 Prozent waren zwischen 18 und 64 und 27,3 Prozent waren 65 Jahre oder älter. 54,7 Prozent der Bevölkerung waren weiblich.
Das mittlere jährliche Einkommen eines Haushalts lag bei 61.818 USD. Das Pro-Kopf-Einkommen betrug 26.039 USD. 3,5 Prozent der Einwohner lebten unterhalb der Armutsgrenze.

## Bekannte Bewohner
- Clifford Berry (1918–1963) – Computerpionier – geboren und aufgewachsen in Gladbrook